# 東洋電機製造
東洋電機製造株式会社（とうようでんきせいぞう、英: TOYO DENKI SEIZO K.K.）は、鉄道車両用電気機器、産業生産設備をはじめとする電気機械などの生産を行う企業。通称「東洋電機」と呼ばれるが、同名の他社と区別するために「東洋電造」と呼ばれることもあり、証券会社の店頭などで株式売買注文を受ける際には「ヨウデンキ」と呼ぶことが浸透している。東京証券取引所スタンダード市場上場（証券コード:6505）。
鉄道車両下部の機器収納箱やパンタグラフ基部などに「Toyo Denki」と書かれた同社の現ロゴや「T」「D」「K」の三文字をあしらった旧ロゴ（現ロゴ「Toyo Denki」と併用している）をしばしば見ることができる。
みどり会の会員企業であり三和グループに属している。
愛知県の東洋電機や、兵庫県丹波市で電車用機器を製造する三菱電機系列の東洋電機（現・三菱電機社会インフラ機器株式会社）とは、資本・人材を含めて一切の関連を持っていない。

## 事業所
- 工場 - 横浜製作所（横浜市金沢区福浦3-8 045-785-3301）、滋賀竜王製作所（滋賀県蒲生郡竜王町）

かつては、滋賀工場（滋賀県守山市）、京都工場（京都市南区、現在任天堂本社ビルが所在）が存在した。

## 事業内容

### 交通事業
- 鉄道車両用制御装置、補助電源装置、主電動機、駆動装置、集電装置（パンタグラフ）、モニタ装置、戸閉装置（ドアエンジン）、主幹制御器（運転台マスコンハンドル）、高速度遮断器（HB）
- 制御装置は電動カム軸式抵抗制御・主回路チョッパ制御・界磁チョッパ制御・界磁添加励磁制御・VVVFインバータ制御装置など
- 補助電源装置は電動発電機・ブラシレスMG・静止形インバータ（SIV）など（製造終了品を含む）

日本国内の鉄道車両においては、新幹線車両、在来線電車、地下鉄車両、電気機関車、新交通システム、路面電車（LRV）、モノレールなど様々な車両に供給している。
- 鉄道用回生電力貯蔵装置

### 産業事業
- 自動車開発用試験機
- ハイブリッドカー、電気自動車用インバータ、永久磁石同期電動機
- 非常用ディーゼル発電機、ガスタービン発電機、蒸気タービン発電機
- 上下水道用設備システム
- 産業用インバータ、産業用モーター

### 情報機器事業
- 定期券発行機、複合発行機
- 車掌用携帯端末装置（座席指定列車における、指定券発売状況の確認用）
- 遠隔監視システム

以上の製造・販売と付帯工事。

## 沿革

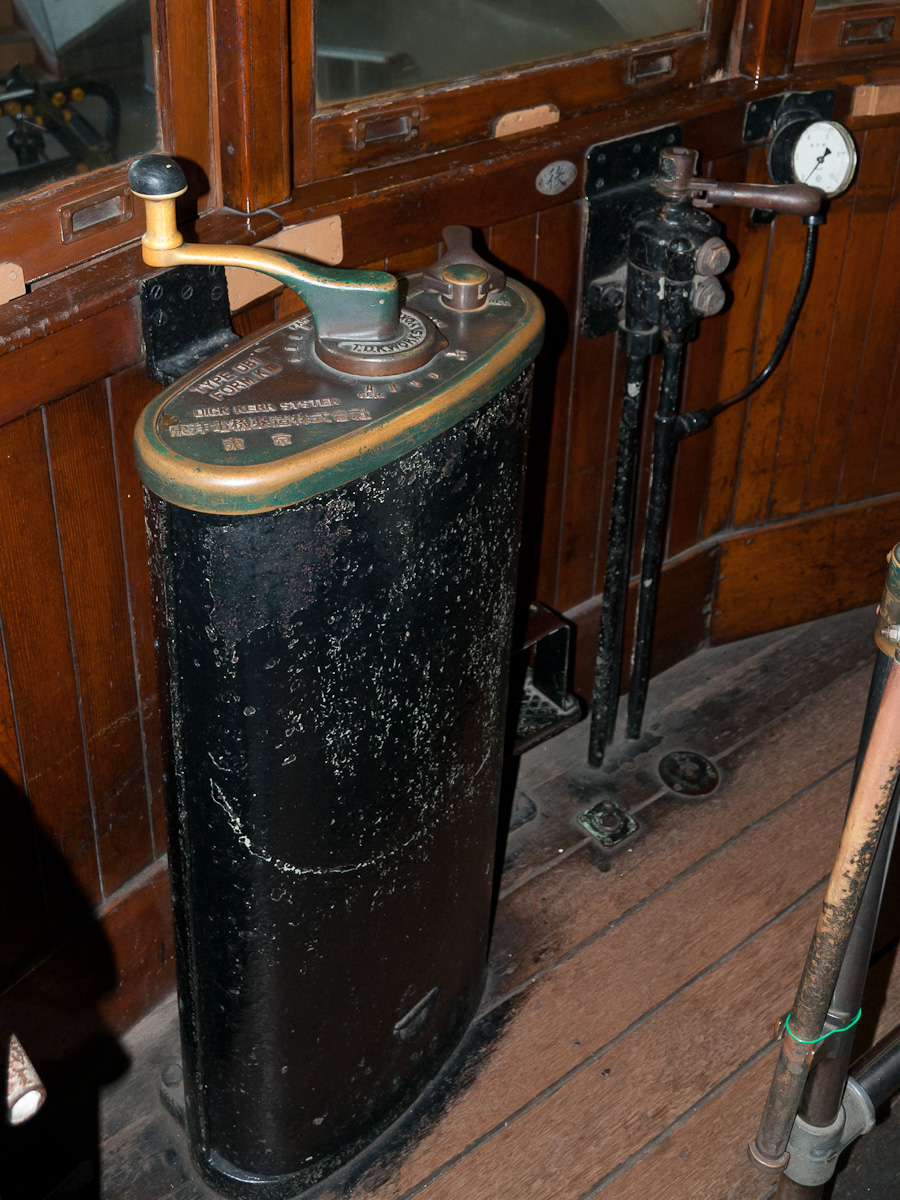
創業初期から生産していたDB1形直接制御器、Dick Kerr Systemの表記がある

それまで外国製品の輸入に頼っていた鉄道車両用電気機器の国産化を目指し、石川島造船所（現・IHI）の社長で京阪電気鉄道の役員であった渡邊嘉一が中心となり設立、イギリスのデッカー社（1919年にイングリッシュ・エレクトリック が買収、GECを経て現在のアルストム）との技術提携により生産を開始した。
会社設立の背景には、第一次世界大戦によるヨーロッパを中心とする輸入製品の不足、大戦による好景気があった。
この時点で、芝浦製作所はすでにGEと提携関係にあり 、1921年（大正10年）には三菱電機が創立、1923年（大正12年）に三菱電機とウェスティングハウス・エレクトリックの技術提携が成立し、鉄道車両用電機品の分野でも、自主開発を貫く日立製作所を含め、4社による激しい受注競争が繰り広げられることとなった。
- 1917年（大正6年）12月19日 - 東京市麹町区内幸町のデッカー社東京支店内に設立事務所を設ける[4]。
- 1918年（大正7年）6月20日 - 会社創立。資本金300万円、初代社長渡邊嘉一、東京市麹町区内幸町1丁目4番地に本社を置く[6]。
- 1918年（大正7年）6月27日 - イギリスのデッカー社との「トラクションモーター、コントローラーとその付属品の製作販売権を譲渡する契約」が成立。契約期間は10年[6] [注釈 3]。
- 1919年（大正8年） - 横浜工場が操業を開始（移転前は相模鉄道天王町～西横浜間JR線路寄りに工場があった。）。
- 1920年（大正9年） - 最初の製品であるDB-1形直接制御器、DK-9C形主電動機（50 HP）を京阪電気鉄道へ納入。いずれも、デッカー社の図面による製品[7]。
- 1921年（大正10年） - 国産最初のパンタグラフ（A形）21台を阪神急行電鉄（現在の阪急電鉄）に納入。GEの図面による模倣品[8]。
- 1923年（大正12年） - 鉄道省に電車用主電動機（MT10形・150 HP）を初めて納入[7]。
- 1924年（大正13年） - 鉄道省の電車用標準電動機MT15の共同設計に日立製作所・芝浦製作所・三菱電機とともに参加[7]。
- 1926年（大正15年） - 国産初の電車用「電動カム軸式制御器」を京成電気軌道に納入[7]。
- 1928年（昭和3年）8月 - イングリッシュ・エレクトリック社との提携契約を10年間延長[6]。
- 1932年（昭和7年） - 日本で最初の回生ブレーキ用複巻整流子電動機と直接制御器を京阪電鉄京津線に納入[7]。
- 1934年（昭和9年） - 鉄道省の電気機関車全体を初受注[7] [注釈 4]。
- 1938年（昭和13年）8月 - イングリッシュ・エレクトリック社との提携契約を終了[6]。
- 1949年（昭和24年） - 東京証券取引所上場。
- 1953年（昭和28年） - 中空軸平行カルダン駆動システムを開発、京阪電鉄に納入。翌年には、世界初の狭軌用撓み板継手式中空軸平行カルダン駆動装置を開発し、南海電鉄、名古屋鉄道に納入[7]。
- 1957年（昭和32年） - 国鉄の国鉄101系電車に撓み板継手式平行カルダン駆動システムが採用される。以後、この駆動方式が国鉄電車の標準方式となる[7]。
- 1958年（昭和33年） - 日本国内初となる補償巻線付き主電動機を南海高野線（を走行する車両）に納入。
- 1961年（昭和36年） - 「カラーテレビの開発」発表をめぐる不祥事発生。翌年、捜査起訴される（東洋電機カラーテレビ事件）。
- 1968年（昭和43年） - 世界初の量産車両用インバータ完成。
- 1969年（昭和44年） - TD平行カルダン駆動装置完成、京王帝都電鉄（現・京王電鉄）に納入。
- 1972年（昭和47年） - 世界初の完全ブラシレス電動発電機を完成。
- 1986年（昭和61年） - 世界初の8個電動機一括制御VVVFインバータ制御装置を製作（東京急行電鉄7600系用 RG614-A-M）。
- 1987年（昭和62年） - 日本初のヒートパイプ式GTOサイリスタ素子VVVFインバータ制御装置を製作（広島電鉄3800形用 RG616-A-M）[9]。
- 1988年（昭和63年） - 世界初のヒートパイプ冷却式8個電動機一括制御VVVFインバータ制御装置を完成（東京急行電鉄1000系などに導入）、埼玉博覧会向けHSST用のリニアモータを納入（RG618-A-M）。
- 2008年（平成20年） - 日本電産（現・ニデック）より株式公開買付けによる買収提案を受けるも、労働組合の反対[10]により断念。
- 2011年（平成23年） - 豊田自動織機と資本・業務提携。
- 2016年（平成28年） - 超低床路面電車用に新設計したWN継手完成。鹿児島市交通局7500形に納入。
- 2018年（平成30年）
  - 6月1日 - 滋賀竜王製作所の稼働を開始[11]。
  - 8月31日 - 東日本旅客鉄道（JR東日本）より鉄道向け実証実験用超伝導フライホイール蓄電システムを受注[12]。
- 2023年（令和5年）5月31日 - 自己株式を第三者割当により東日本旅客鉄道（JR東日本）に割り当てることで処分し、同社が筆頭株主となる[13]。

## 主な納入先

### 日本国内
集電装置は、いわゆる新性能電車の登場とともに採用例が急増している。 以下に主な取引例を示す。
- 日本国有鉄道（国鉄） - 鉄道省時代より取り引き実績あり。制御装置、主電動機、電動発電機、駆動装置、戸閉装置（ドアエンジン）、集電装置など多数供給。
  - 国鉄新性能電気機関車では車体を汽車製造（→川崎重工業）が製作し、電機品を東洋電機製造が供給することで[14]、ED60形、EF60形、EF61形、EF62形、EF64形、EF65形、EF66形が製造された[14]（各形式とも全車両ではなく、一部である）。
- 東日本旅客鉄道（JR東日本） - E127系、205系5000番台、E129系、253系1000番台の制御装置のほか、補助電源装置、主電動機、駆動装置、集電装置、戸閉装置など多数供給。
- 東海旅客鉄道（JR東海） - 383系、373系、313系のモータ
- 西日本旅客鉄道（JR西日本） - 125系、321系、225系、287系など
- 四国旅客鉄道（JR四国） - 8000系、8600系、7200系
- 九州旅客鉄道（JR九州） - 303系（K03編成の制御機器）や集電装置
- 東武鉄道 - 9000系列と20000系列の制御装置のほか、主電動機、駆動装置、集電装置を供給
- 西武鉄道 - 主電動機や集電装置のほか、9000系までの車両と001系に搭載される補助電源装置を供給。新製時よりVVVF制御の通勤車両の補助電源装置および電動機・制御装置は日立と東芝が主体
- 京成電鉄 - 一貫して同社製の制御機器を採用。駆動装置、戸閉装置を供給
- 京王電鉄 - 1000系に電機品を供給（初期車のみ）のほか、戸閉装置を供給。駆動装置、集電装置、9000系を除く車両の補助電源装置を供給
- 東急電鉄 - 初代6000系、初代7000系、7200系、1000系、7600系、7700系の制御装置のほか、主電動機、駆動装置、集電装置を供給
- 京浜急行電鉄 - 電機品は三菱電機と折半で採用。駆動装置、戸閉装置を供給
- 東京地下鉄（東京メトロ） - 集電装置・戸閉装置のほか補助電源装置、車掌スイッチなどを供給
- 小田急電鉄 - 集電装置、戸閉装置を供給
- 相模鉄道 - 9000系まで、10000系以降は三菱電機製主制御器、8000系、9000系の更新車は日立製主制御器
- 名古屋鉄道 -   3700系以前の車両。ただし近年の新車の電動機・制御機器は三菱電機・東芝製に移行
- 近畿日本鉄道 - パンタグラフのみ。前身の一つである伊勢電気鉄道（現・名古屋線）、奈良電気鉄道（現・京都線）時代には制御機器も納入していた
- 南海電気鉄道 - 2000系・2300系・8300系・50000系の主電動機。ただし電動機は三菱電機製が主力。制御装置は日立製が主力だが、ズームカー2300系のみ同社製となっている。また、6200系（50番台含む）更新車の電動機と補助電源装置、戸閉機械は同社製である
- 京阪電気鉄道 - 一貫して当社製の制御装置と電動機を採用、ほか駆動装置・集電装置なども納入
- 阪神電気鉄道 - 電動機、及び一部車両の電源装置と集電装置のみ
- 阪急電鉄 - 京都線管内（京とれいん雅洛は東芝製）は一貫して同社製の制御装置を採用、神宝線は主幹制御器（9000系以降）とパンタグラフのみ。神宝線は通常東芝製だが、今津北線用5000系の補助電源装置は同社製となっている
- 西日本鉄道 - 西鉄9000形電車の駆動装置を納入
- 上信電鉄 - 200形以降の自社発注車両に搭載する電動機、主制御器など。ただし7000形においてはブレーキ関係の装置のみを供給

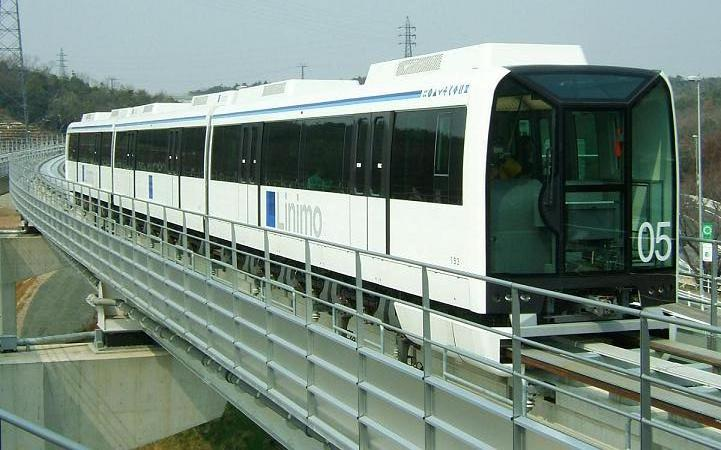
愛知高速交通 - 日本唯一の磁気浮上式鉄道営業路線の車両（100形）向けにVVVFインバーター等を納入
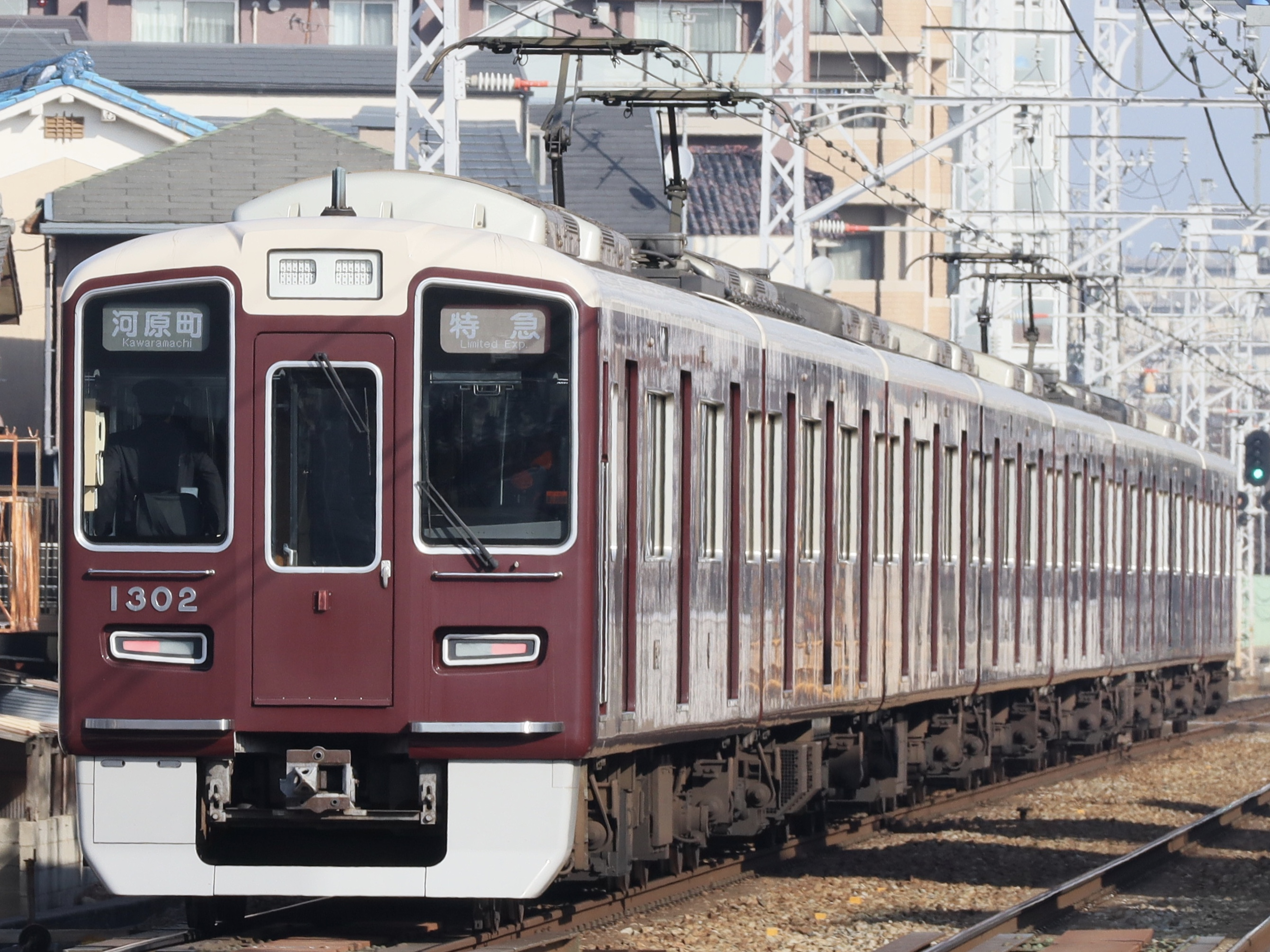
富山地方鉄道 - 14760形までの自社発注車両の電装品を供給
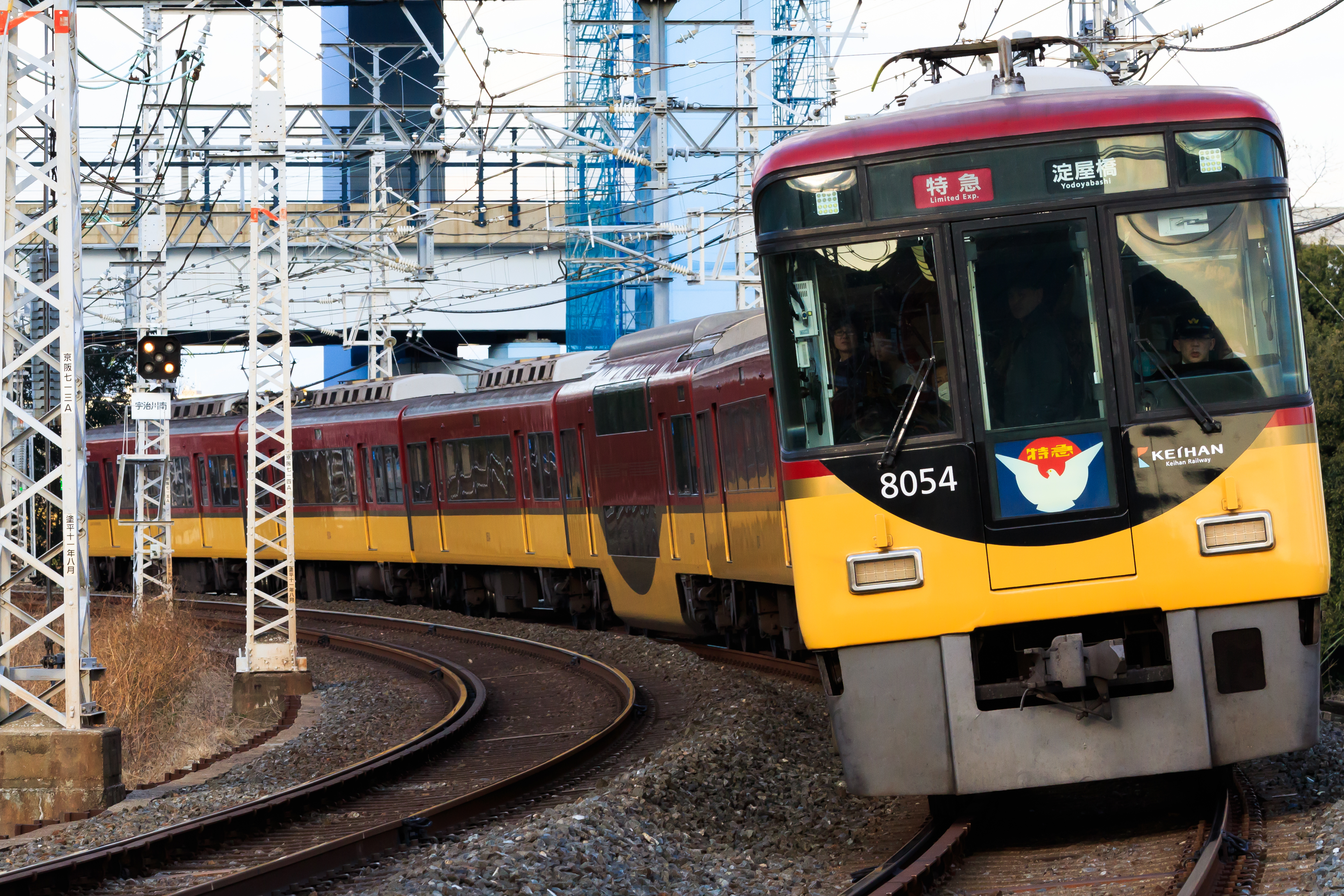
山陽電気鉄道 - 6000系の集電装置、KP-86型の納入のみ
- その他、地方の中小私鉄、および公営交通事業者

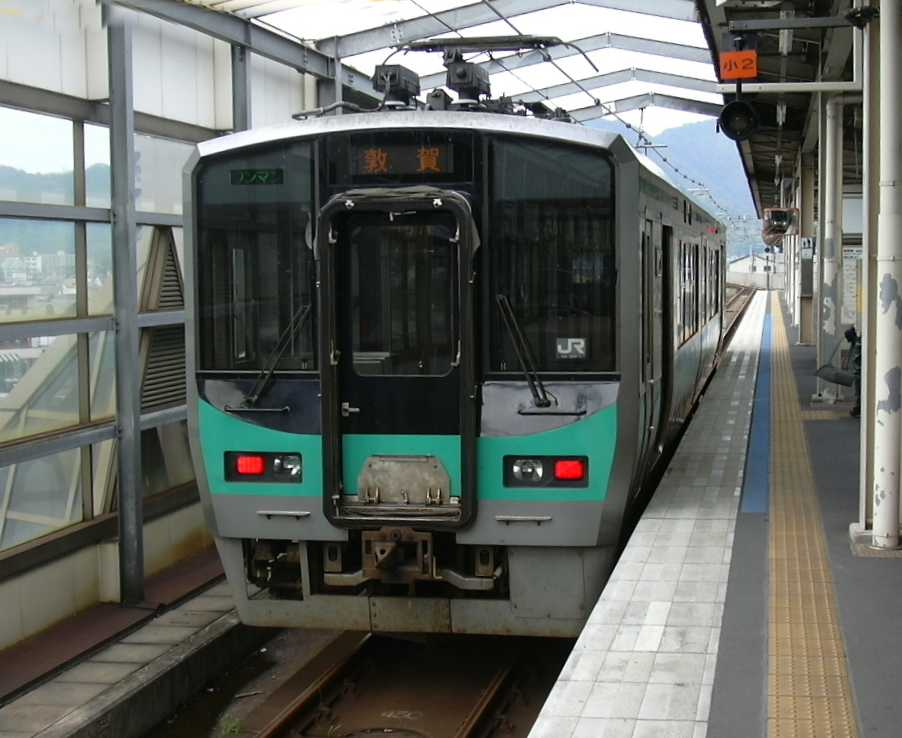
JR西日本 125系
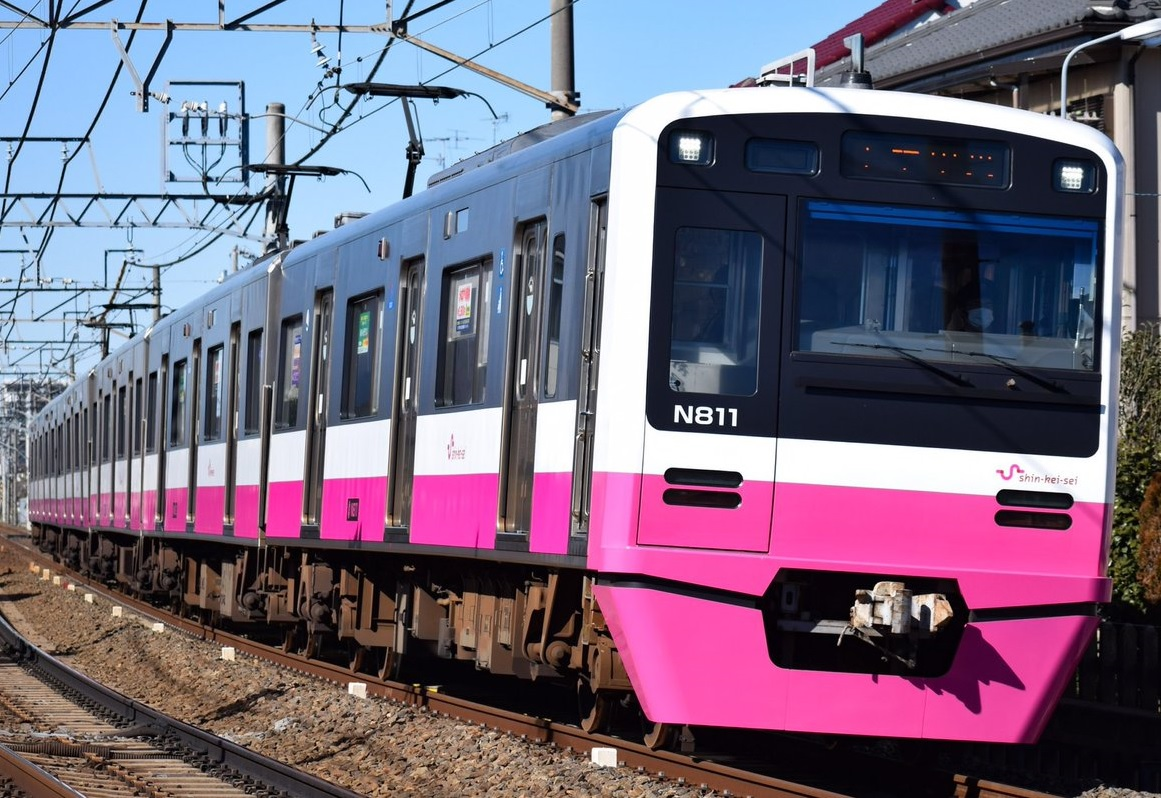
新京成電鉄 N800形
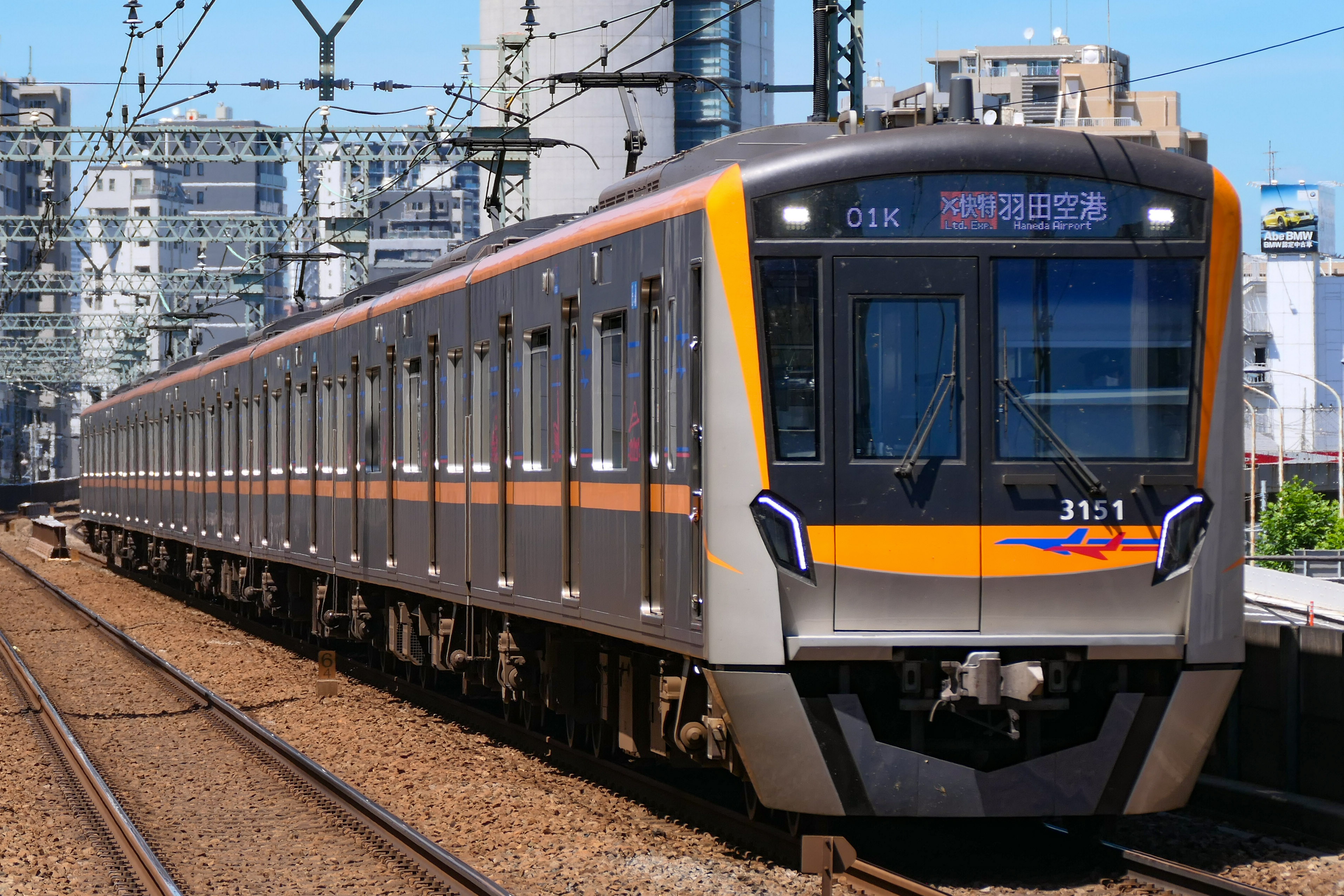
京成電鉄 新3100形

- 愛知高速交通
100形
- 阪急電鉄
1300系
- 京阪電気鉄道
8000系

### 新幹線用電機品
東洋電機製造は1964年（昭和39年）10月の東海道新幹線開業時から、新幹線電車用電機品の製作に関わっている。0系新幹線量産時には、「東海道新幹線電車連合体」を通して電機品を受注し、主電動機、駆動装置、集電装置、電動発電機、制御装置などを納入した。
その後、東北・上越新幹線用の200系新幹線、100系新幹線にも電機品を納入している
国鉄分割民営化のJRグループ発足後も、JR各社の新幹線車両向けに主電動機、駆動装置、集電装置、補助電源装置などの電機品を納入している。

### 製品の開発
1971年（昭和46年）8月に日本初となる発電機側ブラシレスの電動発電機（MG）を開発させ、翌1972年（昭和47年）秋には世界初の完全なブラシレス電動発電機を完成させた。東洋電機製造ではこれをBLMG（ブラシレスMGの略称）という略称を使用したが、のちにこれが一般名称化した。
1978年（昭和53年）に直流直巻電動機を使用した電機子チョッパ制御ではなく、複巻電動機を使用した東洋電機製造独自のAFE（自動界磁励磁）式主回路チョッパ制御を完成させ、阪急電鉄に納品した。その後、1981年（昭和56年）に東武鉄道9000系、20000系に採用された。
1984年（昭和59年）3月に国鉄と東洋電機製造が共同開発で直流直巻電動機を使用した界磁添加励磁制御を完成させ、実用化試験後、205系・211系をはじめとして大量採用に至った。
鉄道車両用機器の製品例

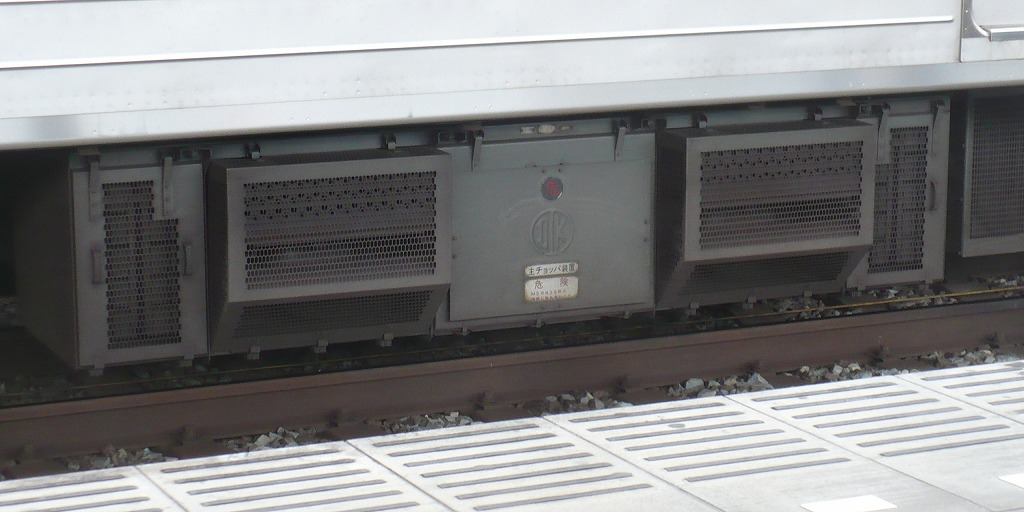
東武9000系電車の主回路チョッパ制御装置（先行量産車用RG609-A-M・1987年納品）
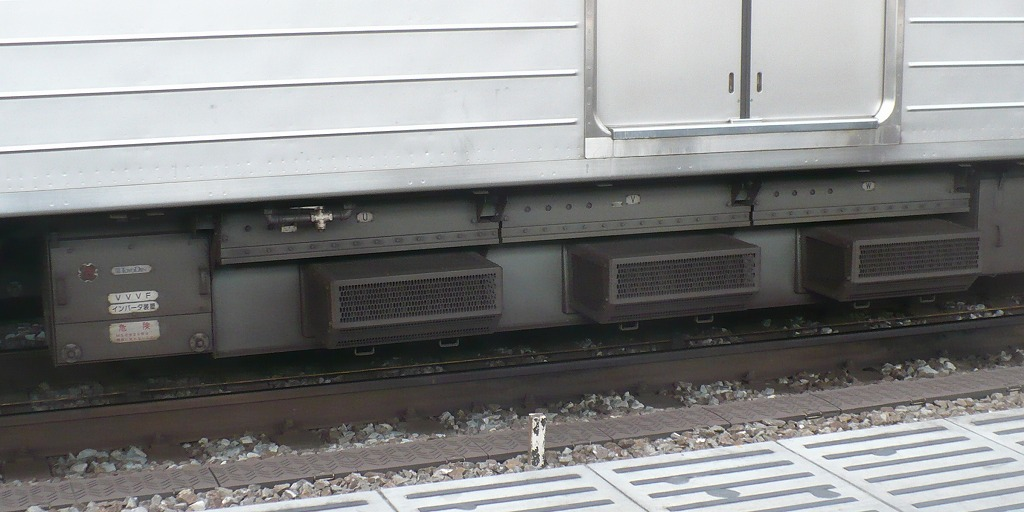
東武9050系電車のVVVFインバータ制御装置（RG642-B-M・1994年納品）
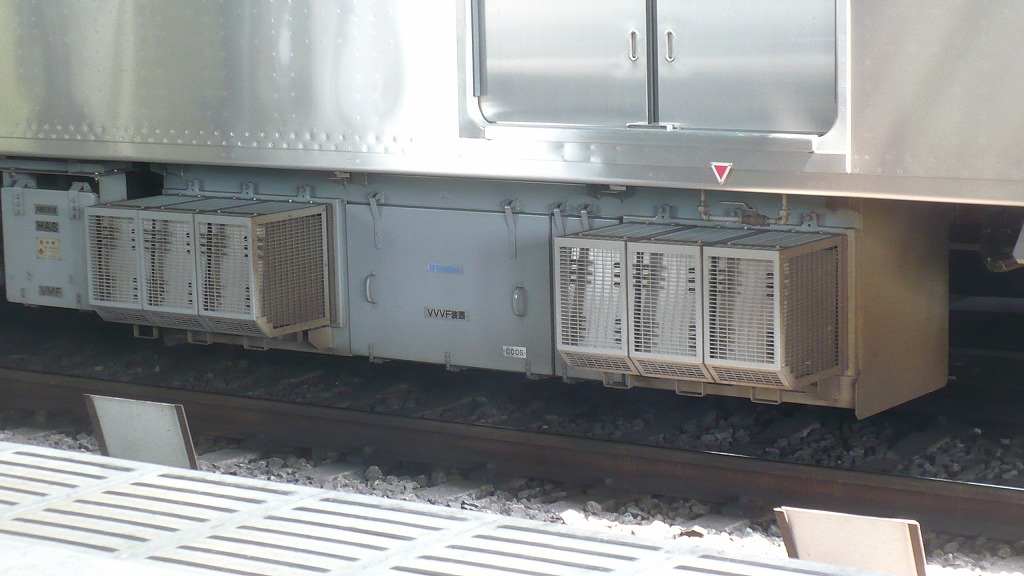
京成3000形7次車のVVVFインバータ制御装置（RG681-A-M・2009年から納品）
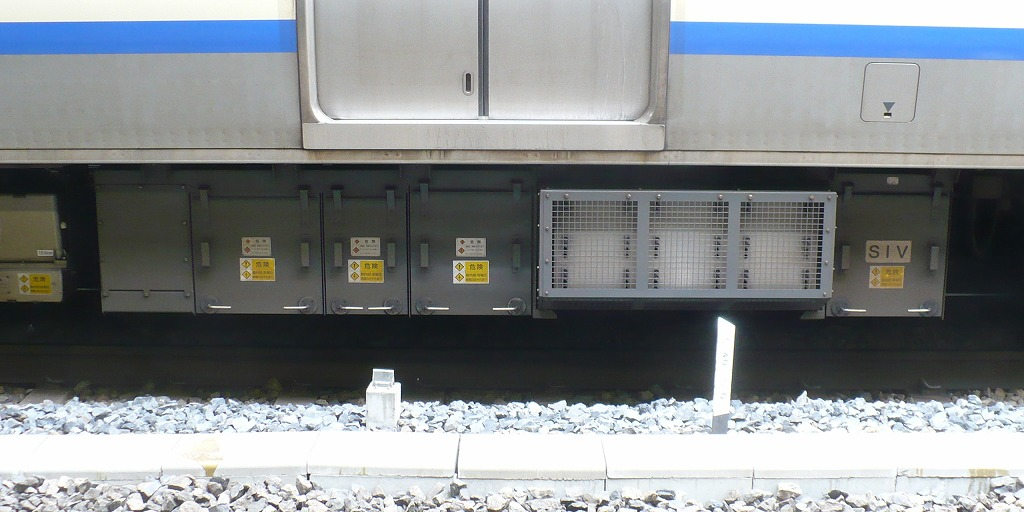
JR東日本E217系電車の補助電源装置（機器更新車用 SC89・2008年から納品）

### 世界各国
| 採用方                     | 地域           | 車両                       | 主電動機                             | VVVF                  | SIV                    | 納入時間   |
| -------------------------- | -------------- | -------------------------- | ------------------------------------ | --------------------- | ---------------------- | ---------- |
| 北京地下鉄                 | 中華人民共和国 | 1号線DKZ4型                | あり（TDK-6175-A）                   | あり（RG644-A-M）     | あり（RG4020-A-M）     | 1998年から |
| 北京地下鉄                 | 中華人民共和国 | 八通線1次車（SFM01・02型） | あり（TDK-6175-B） 中国型番 YQ-180-2 | あり（RG685-A・B-M）  | あり（RG4038-A-M）     | 2003年から |
| 北京地下鉄                 | 中華人民共和国 | 八通線2次車（SFM07型）     | あり（TDK-6175-B） 中国型番 YQ-180-2 | あり（RG685-A1・B-M） | あり（RG4038-A1-M）    | 2008年     |
| 北京地下鉄                 | 中華人民共和国 | 10号線1次車（DKZ15型）     | あり（TDK-6175-C） 中国型番 YQ-180-3 | あり（RG696-A-M）     | あり（RG4038-B-M）     | 2006年から |
| 北京地下鉄                 | 中華人民共和国 | 1号線SFM04型               | あり（TDK-6175-D） 中国型番 YQ-180-4 | あり（RG698-A-M）     | あり（RG4046-A-M）     | 2007年から |
| 北京地下鉄                 | 中華人民共和国 | 1号線SFM04A型              | あり（TDK-6175-D） 中国型番 YQ-180-4 | あり（RG698-B-M）     | あり（RG4046-A-M）     | 2011年     |
| 北京地下鉄                 | 中華人民共和国 | 亦荘線DKZ32型              | （研究開発に協力する）               | あり（RG6012-A-M）    | あり（RG4058-A-M）     | 2010年から |
| 北京地下鉄                 | 中華人民共和国 | 9号線1次車（DKZ33型）      | （研究開発に協力する）               | あり（RG6012-B-M）    | あり（RG4058-B-M）     | 2010年から |
| 北京地下鉄                 | 中華人民共和国 | 10号線2次車（DKZ34型）     | （研究開発に協力する）               | あり（RG6012-C-M）    | あり（RG4058-C-M）     | 2010年から |
| 北京地下鉄                 | 中華人民共和国 | 10号線3次車                | （研究開発に協力する）               | あり（RG6012-C1-M）   | あり（RG4058-C1-M）    | 2013年     |
| 北京地下鉄                 | 中華人民共和国 | 1号線DKZ4型（ATO化更新）   | なし（未更新）                       | あり（RG6023-A-M）    | 一部あり（RG4056-A-M） | 2013年から |
| 北京地下鉄                 | 中華人民共和国 | 9号線2次車                 | （研究開発に協力する）               | あり（RG6043-A-M）    | あり（RG4058-B1-M）    | 2018年     |
| 成都地下鉄                 | 中華人民共和国 | 1号線101~117編成           | （研究開発に協力する）               | あり（RG6007-A-M）    | あり（RG4052-A-M）     | 2007年から |
| 成都地下鉄                 | 中華人民共和国 | 1号線118編成以降           | （研究開発に協力する）               | あり（RG6007-B-M）    | あり（RG4052-A-M）     | 2007年から |
| 成都地下鉄                 | 中華人民共和国 | 2号線用車両                | （研究開発に協力する）               | あり（RG6016-A-M）    | あり（RG4059-A-M）     | 2010年から |
| ダラス高速運輸公社         | アメリカ合衆国 | DART SLRV 100形            | 一部あり（TDK-6482-A）               | 一部あり（型式不明）  | 一部あり（型式不明）   | 2003年から |
| ロサンゼルス郡都市圏交通局 | アメリカ合衆国 | P3010形                    | あり（TDK-6483-A）                   | あり（RG6022-A-M）    | なし                   | 2012年から |
| ジャカルタ都市高速鉄道     | インドネシア   | 南北線用車両               | あり（TDK-6326-A）                   | あり（RG6036-A-M）    | なし                   | 2018年から |
| ブエノスアイレス地下鉄     | アルゼンチン   | Nagoya 250・300・1200形    | あり（TDK-6177-A）                   | あり（型式不明）      | あり（RG4023-A-M）     | 1999年     |
| ブエノスアイレス地下鉄     | アルゼンチン   | Nagoya 5000形              | あり（TDK-6177-B）                   | あり（RG6027-A-M）    | あり（RG4074-A-M）     | 2015年     |
| マカオLRT                  | マカオ(澳門)   | Ocean Cruiser              | あり（型式不明）                     | あり（型式不明）      | なし                   | 2012年から |

| 採用方                     | 地域           | 車両                   | 製品例                                                                |
| -------------------------- | -------------- | ---------------------- | --------------------------------------------------------------------- |
| 北京地下鉄                 | 中華人民共和国 | 八通線2次車（SFM07型） | TD継手・断流器（SA130・131-A-M）・主幹制御器（ES933-B-M）             |
| 北京地下鉄                 | 中華人民共和国 | 1号線SFM04/04A型       | TD継手・断流器・主幹制御器（ES934-A-M）                               |
| 北京地下鉄                 | 中華人民共和国 | 10号線1次車（DKZ15型） | TD継手・断流器（SA137-A-M）・主幹制御器（ES933-A-M）                  |
| 成都地下鉄                 | 中華人民共和国 | 1号線・2号線用車両     | TD継手・断流器（SA142-A・B-M）・主幹制御器（ES935-A/B-M）             |
| ロサンゼルス郡都市圏交通局 | アメリカ合衆国 | P3010形                | 歯車装置・高速度遮断器（SA416-A-M）                                   |
| ダラス高速運輸公社         | アメリカ合衆国 | DART SLRV 100形        | 歯車装置・主幹制御器                                                  |
| ブエノスアイレス地下鉄     | アルゼンチン   | Nagoya 5000形          | 断流器（SA151-A-M）・集電装置（PT7128-A-M）                           |
| ジャカルタ都市高速鉄道     | インドネシア   | 南北線用車両           | 断流器（SA158-A-M）・集電装置（PT7172-A-M）・主幹制御器（ES9235-A-M） |
| 台湾鉄路管理局             | 台湾           | TEMU 1000型            | TD継手・集電装置                                                      |

## 国内連結子会社
- 東洋工機株式会社
- 泰平電機株式会社 - 鉄道車両・バス用のドア開閉装置ではアジアでトップシェア
- 東洋産業株式会社
- 東洋商事株式会社
- 株式会社ティーディー・ドライブ

## 競合他社
- 三菱電機 - 民鉄電機品分野で市場を分け合っている。
- 東芝
- 日立製作所 - 2010年、国外向け鉄道車両用電機品事業に関する業務・資本提携。
- 富士電機 - 2009年に、国外鉄道車両用電機品事業で提携した。当社は、後に上記日立との関係を新たに構築し分野が重複するが、富士電機がアメリカで受注した鉄道車両用電機品の製造を当社の現地法人と連携して生産するなど、提携関係は継続している。
- シーメンス
- ナブテスコ - 戸閉め装置分野（旧・日本エアーブレーキ）および駆動装置分野（旧・帝人製機）で市場を分け合っている。
- 工進精工所 - 日本国内の集電装置分野において、同業他社が事業縮小、撤退する中で市場を二分している。

## 不祥事

### 東洋電機カラーテレビ事件
1961年、家電製品への進出で事業を拡大する布石の意味もあり、安価なカラーテレビの開発を発表（実際は架空の開発だった。また家電製品への進出も立ち消えした）し、その後の株主総会で総会屋に協力を依頼した事件。

### 取引先からの架空発注問題
東洋電機製造と取引のある鉄道部品販売会社「エヌ・ケイカンパニー」が、シムやこれを成型加工するための金型など鉄道部品などの架空発注を行って裏金を作り、大半を還流させていたことが、2013年8月19日に一部マスコミの報道により判明。また、その一部が東洋電機製造社員に渡った疑いも持たれた。東洋電機製造では内部調査を実施し、その後同年11月14日に、東洋電機製造では社内調査結果を公表したうえで、エヌ・ケイカンパニーとの取引を中止するとともに、東洋電機製造の社内の担当者を、管理責任を問う形で処分することとした。

## 新工場建設
かつて同社は、発祥の神奈川県に相模工場・横浜工場、京都府に京都工場の3拠点を有していた。バブル後は相模と京都を閉鎖し、一部を滋賀守山に残して、横浜製作所との2拠点となった。横浜製作所の竣工から約30年が経過し、2017年2月10日に「滋賀竜王製作所」の建設を発表した。
同社は2000年代に入って中国や米国などへの海外展開を強化しており、中国では合弁を中心に、米国では独自に製造拠点を配置しているが、今回は国内での設備投資となる。産業事業の開発・設計・製造を一体化するため、新工場へは約70億円を投資した。
なお、新工場として建設された「滋賀竜王製作所」は2018年6月1日に稼働を開始した。